# Mark Kirkpatrick
Mark Adams Kirkpatrick (* 20. April 1956 in New York City) ist ein US-amerikanischer Evolutionsbiologe und Hochschullehrer an der
University of Texas at Austin.
Kirkpatrick studierte Biologie an der Harvard University mit dem Bachelor-Abschluss 1978 und wurde 1983 bei Montgomery Slatkin an der University of Washington promoviert. Er ist Professor an der University of Texas at Austin (zunächst ab 1985 als Assistant Professor). Dort hat er die T. S. Painter Centennial Professorship für Genetik in der Abteilung integrative Biologie.
Von 1983 bis 1985 war er Miller Fellow und 2009 war er Miller-Gastprofessor an der University of California, Berkeley.
Er befasst sich mit theoretischen Modellen der Populationsgenetik und Evolutionsbiologie. Unter anderem befasste er sich mit sexueller Selektion (Modellierung der Runaway Selection von Ronald A. Fisher mit Russell Lande, der Entwicklung immer prächtigerer männlicher Formen durch sexuelle Selektion durch weibliche Sexualpartner) und Evolution der Geschlechtschromosomen und Chromosomentransformationen (wie Inversionen), Artbildung quantitativer Genetik und Entwicklung von Paarbildungssystemen. Er ist Ko-Autor der Neuauflage des einführenden Lehrbuchs über Evolution mit Douglas J. Futuyma.
1997 war er Guggenheim Fellow. 2014 erhielt er den Sewall Wright Award. Er ist Mitglied der National Academy of Sciences (2020) und der American Academy of Arts and Sciences (2008).

## Schriften (Auswahl)
- Sexual selection and the evolution of female choice, Evolution, Band 36, 1982, S.  1–12. PMID 28581098.
- Sexual selection by female choice in polygynous animals, Annual Review of Ecology and Systematics, Band 18, 1987, S. 43–70
- mit T. Price, S. J. Arnold: Directional selection and the evolution of breeding date in birds, Science, Band 240, 1988, S. 798–799
- mit Russell Lande: The Evolution of Maternal Characters, Evolution, Band 43, 1989, S. 485–503. PMID 28568400
- mit N. Heckman: A quantitative genetic model for growth, shape, reaction norms, and other infinite-dimensional characters, Journal of Mathematical Biology, Band 27, 1989, S. 429–450
- mit D. Lofsvold, M. Bulmer: Analysis of the inheritance, selection and evolution of growth trajectories, Genetics, Band 124, 1990, S. 979–993. PMID 2323560.
- M. J. Ryan: The evolution of mating preferences and the paradox of the lek,  Nature, Band 350, 1991, S. 33–38.
- mit R. Gomulkiewicz: Quantitative genetics and the evolution of reaction norms, Evolution, Band 46, 1992, S. 390–401
- mit N. H. Barton: Evolution of a species' range, The American Naturalist, Band 150, 1997, S. 1–23. doi:10.1086/286054. PMID 18811273.
- mit N. H. Barton: The strength of indirect selection on female mating preferences, Proc. Nat. Acad. Sci. USA, Band 94, 1997, S. 1282–1286
- mit G. Garcia-Ramos: Genetic models of adaptation and gene flow in peripheral populations, Evolution, Band 51, 1997, S. 21–28
- mit V. Ravigné: Speciation by natural and sexual selection: models and experiments, The American Naturalist, Band 159, 1997,  S22–S35. PMID 18707367
- mit G. Arnqvist: The evolution of infidelity in socially monogamous passerines: the strength of direct and indirect selection on extrapair copulation behavior in females, The American Naturalist, Band 165, 2005, S26-S37
- mit N. H. Barton: Chromosome inversions, local adaptation and speciation,  Genetics, Band 173, 2006, S. 419–434
- mit G. S. Van Doorn: Turnover of sex chromosomes induced by sexual conflict, Nature, Band 449, 2007, S. 909–912
- How and why chromosome inversions evolve, PLoS biology, Band 8, 2010, e1000501
- mit R. Butlin u. a. (Marie Curie Speciation Network): What do we need to know about speciation?, Trends in Ecology & Evolution, Band 27, 2012, S. 27–39
- mit D. Bachtrog u. a.: Are all sex chromosomes created equal?, Trends in Genetics, Band 27, 2011, S. 350–357
- mit Y. Jiang, D. I. Bolnick: Assortative mating in animals, The American Naturalist, Band 181, 2013, E125-E138
- mit Douglas J. Futuyma: Evolution, Sinauer Associates, 4. Auflage 2017